# Pedro Martell
Pour les articles homonymes, voir Martell (homonymie).
Pedro Martell (Pere Martell en catalan) (vers 1181 - 1244) est un navigateur catalan expérimenté qui avait compris l'importance des Îles Baléares pour les échanges commerciaux dans la Méditerranée. À la fin de 1228, il a offert chez lui à Tarragone un banquet au roi Jacques Ier d'Aragon et à plusieurs grands seigneurs comme Nuno Sanche de Roussillon, Hugues IV d'Empúries (es), etc. Au cours de ce repas, il a convaincu le roi Jacques Ier d'Aragon d'entreprendre la conquête de l'île de Majorque. Il a participé en personne à cette conquête, ainsi qu'à celle de Valence. Une miniature présente dans l'autobiographie de Jacques Ier appelée le Llibre dels fets représente ce banquet.